# 青葉城の鬼
『青葉城の鬼』（あおばじょうのおに）は、1962年に公開された三隅研次監督の日本映画。
山本周五郎の小説『樅ノ木は残った』が原作。

## スタッフ
以下のスタッフ名等はKINENOTEに従った。
- 監督 - 三隅研次
- 脚色 - 八尋不二

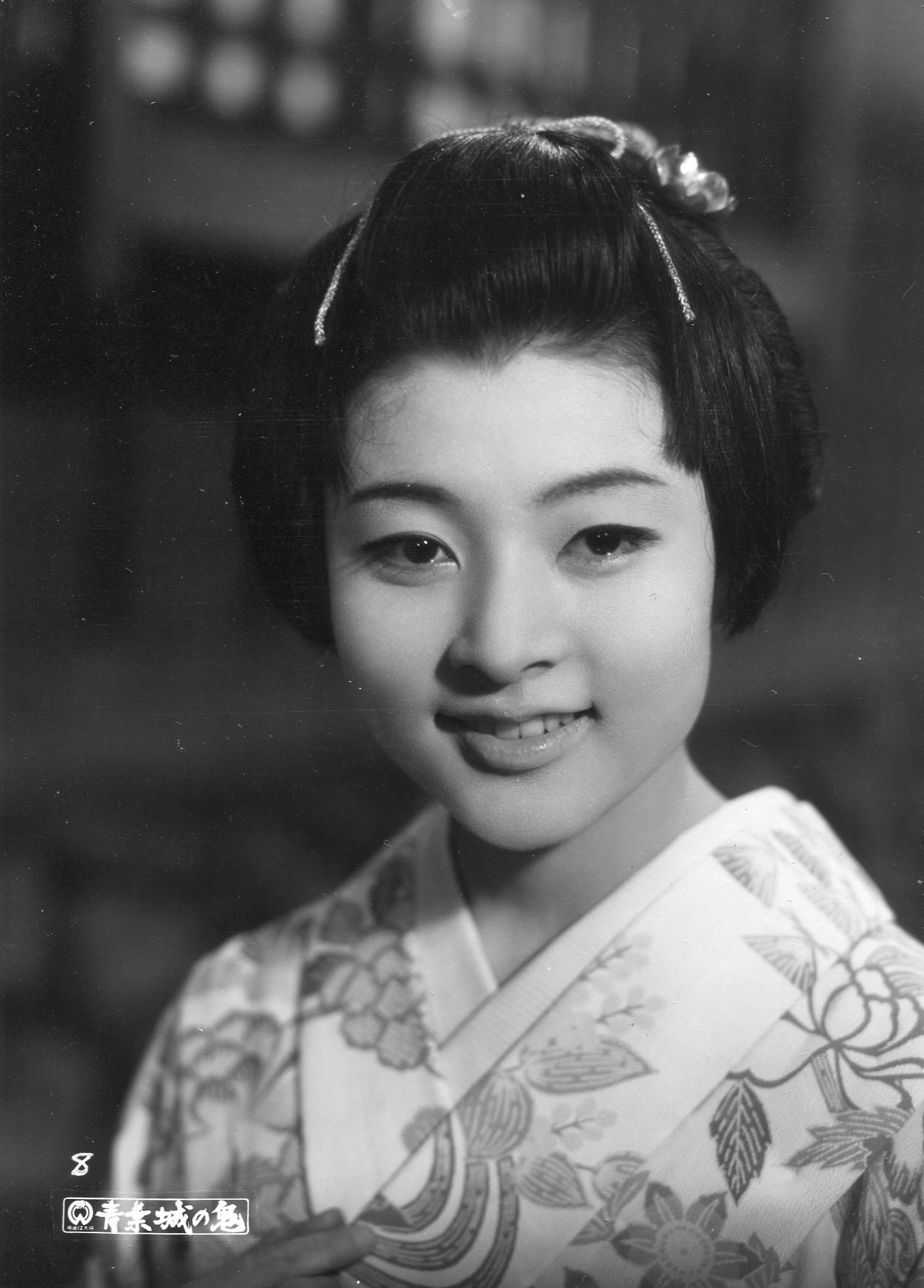
高田美和

- 原作 - 山本周五郎 小説『樅ノ木は残った』
- 企画 - 辻久一
- 撮影 - 本多省三
- 音楽 - 斎藤一郎
- 美術 - 内藤昭
- 録音 - 海原幸夫
- 照明 - 加藤博也
- 編集 - 菅沼完二

## キャスト
- 長谷川一夫 - 原田甲斐[1]
- 高田美和 - 宇乃[1]
- 藤村志保 - 三沢はつ[1]
- 宇津井健 - 久世大和守[1]
- 成田純一郎 - 中黒達弥[1]
- 天知茂 - 柿崎六郎兵衛[1]
- 林与一 - 伊達綱宗[1]
- 加藤嘉 - 伊達安芸[1]
- 柳永二郎 - 酒井雅楽頭[1]
- 藤原礼子 - みや[1]
- 近藤美恵子 - おくみ[1]
- 阿井美千子 - 律[1]
- 矢島陽太郎 - 塩沢丹三郎[1]
- 細谷新吾 - 宮本新八[1]
- 舟木洋一 - 村瀬久馬[1]
- 浅野進治郎 - 伊達兵部[1]
- 花布辰男 - 茂庭周防[1]
- 荒木忍 - 阿部豊後守[1]
- 十一代目 嵐三右衛門 - 奥山勘解由[1]
- 近江輝子 - 藤井[1]
- 小町るみ子 - おうら[1]
- 橘公子 - たね[1]
- 町田博子 - たつ女[1]
- 小林加奈枝 - 茶屋の内儀[1]
- 杉山昌三九 - 松平信綱[1]
- 南部彰三 - 立花飛騨守[1]
- 尾上栄五郎 - 大槻内膳[1]
- 水原浩一 - 畑与右衛門[1]
- 南条新太郎 - 亘理蔵人[1]
- 四代目 浅尾奥山 - 柴田外記[1]
- 原聖四郎 - 稲葉美濃守[1]
- 横山文彦 - 大町備前[1]
- 堀北幸夫 - 渡辺九郎右衛門[1]
- 藤川準 - 酒井家家老内膳[1]
- 桜井勇 - 蜂谷六左衛門[1]
- 岩田正[4]
- 福井隆次[4]
- 菊野昌代士[4]
- 志賀明[4]
- 滝川聖[4]
- 木村玄[4]
- 山下一巳[4]
- 大林一夫[4]
- 小中島亮[4]
- 愛原光一[4]
- 土本正文[4]
- 結城要[4]
- 長岡三郎[4]
- 里見弥生[4]
- 有島佐陽子[4]
- 淡波圭子[4]
- 辻村博子[4]
- 美吉かほる[4]